# Boomslang
A mérges falakó kígyó (Dispholidus typus) a hátsóméregfogas kígyókhoz tartozik.

## Megjelenése
Vékony testű kígyó, testhossza 100–120 cm. Hátul két hosszú méregfoga van. A nőstények barna színűek, így a faágak között rejtőznek el. A hímek élénkebb, zöld színűek, így a levelek között maradnak rejtve.

## Életmódja
Madarakat és azok tojásait, és kisemlősöket, kaméleont és békákat fogyaszt.

## Elterjedése
Elterjedési területe Fekete-Afrika.